# كارلوس ساينز
كارلوس ساينز (بالإسبانية: Carlos Sainz)‏ مواليد 12 أبريل 1962 في مدريد، هو سائق راليات إسباني سابق بدأ مسيرته في سنة 1987. فاز ببطولة العالم للراليات. فاز برالي داكار. فاز بـ 26 سباق رالي. صعد على المنصة 97 مرة خلال مسيرته فاز في رالي داكار ٢٠٢٤.

## فرق مثلها
- فريق فورد للراليات
- لانشيا
- فريق سوبارو للراليات
- فريق أودي للراليات

## روابط خارجية
- كارلوس ساينز على موقع DriverDB.com (الإنجليزية)
- كارلوس ساينز على موقع Rallye-info.com (الإنجليزية)
- كارلوس ساينز على موقع eWRC-results.com (الإنجليزية)